# بروتين الريبوسوم S25
بروتين الريبوسوم S25 (بالإنجليزية: Ribosomal Protein S25)‏ (RPS25) هوَ بروتين يُشَفر بواسطة جين RPS25 في الإنسان. الريبوسومات هي العضيات التي تحفز تخليق البروتين، تتكون من وحدة فرعية صغيرة 40S ووحدة فرعية كبيرة 60S. تتكون هذه الوحدات الفرعية معًا من 4 أنواع من رنا RNA وحوالي 80 بروتينًا مميزًا من الناحية الهيكلية. ويعد أحد مكونات الوحدة الصغرى 40S للريبوسوم والذي يلعب دورًا مهمًا في الترجمة في عملية الاصطناع الحيوي للبروتين (التي تشكل جزءا من عملية التعبير الجيني).

## الأهمية السريرية
وجد أنه يتفاعل مع بروتين يسمى Mdm2 يؤدي إلى تحفيز لبروتين53؛ هو جين مثبط للأورام في البشر، له دور مهم في الكائنات متعددة الخلايا حيث يقوم في تنظيم دورة الخلية وبالتالي يلعب دورا رئيسيا في كبح الأورام والوقاية من السرطان.

## تفاعلات
وجد أنه يتفاعل مع بروتين CDC5L.

## روابط خارجية
- نظرة شاملة على جميع المعلومات الهيكلية المتاحة في بنك بيانات البروتينات (PDB) لـقاعدة البيانات يونيبروت (UniProt): S7V273 (بروتين الريبوسوم S25) في بنك بيانات البروتين في أوروبا (PDBe-KB).